# پت فرث
پت فرث (انگلیسی: Pat Firth؛ زادهٔ ۱ ژانویهٔ ۱۹۵۷) بازیکن سابق فوتبال اهل انگلستان است. او  بیشتر دوران حرفه‌ای خود را برای فودنس لیدیز بازی کرده‌ است.
وی همچنین در تیم ملی فوتبال زنان انگلستان بازی کرده است.